# Marliana
Marliana ist eine Gemeinde mit 3263 Einwohnern (Stand 31. Dezember 2023) in der italienischen Provinz Pistoia der Region Toskana.
Die Nachbarorte sind Massa e Cozzile, Montecatini Terme, Pescia, Pistoia, San Marcello Piteglio und Serravalle Pistoiese.

## Demografie
Marliana zählt 1377 Privathaushalte. Zwischen 1991 und 2001 stieg die Einwohnerzahl von 2405 auf 2917 an. Dies entspricht einer prozentualen Zunahme von 21,3 %.